# أراسنج قديم (زهرا السفلى)
أراسنج قدیم (بالفارسية: اراسنج قدیم) هي مستوطنة تقع في إيران في Zahray-ye Pain Rural District. يقدر عدد سكانها بـ 670 نسمة .